# ألاميدا دي أوسونا (محطة مترو أنفاق مدريد)
ألاميدا دي أوسونا (بالإسبانية: Alameda de Osuna)‏ هي محطة مترو أنفاق في مدريد في إسبانيا، تقع على الخط رقم 5.